# Spoorlijn Horsens - Juelsminde
De spoorlijn Horsens - Juelsminde was een lokaalspoorlijn tussen Horsens en Juelsminde van het schiereiland Jutland in Denemarken.

## Geschiedenis
In 1882 werd besloten een spoorlijn tussen Horsens en Juelsminde aan te leggen en op 25 mei 1884 werd de lijn geopend door de Horsens-Juelsminde Jernbane (HJJ). De oorspronkelijke lijn werd eenvoudig aangelegd en had een railgewicht van 17,5 kilo per meter. In 1927 werd dit omgezet in 27,5 kilo per meter. Door de toename van het wegverkeer na de Tweede Wereldoorlog was de lijn niet meer rendabel te exploiteren en werd gesloten in 1957.

## Huidige toestand
Thans is de volledige lijn opgebroken.